# 유령 (서진)
유령(劉伶, 221년 ~ 300년)은 중국 삼국 시대 위나라 ~ 서진의 시인으로, 자는 백륜(伯倫)으로, 패국(沛國) 사람이다.

## 생애
죽림칠현(竹林七賢) 중 한 사람으로, 《세설신어(世說新語)》에 따르면 신장이 약 140cm로 작았다. 죽림칠현 중 가장 술을 즐겼으며, 이와 관련된 수많은 일화로 유명하다.
저서로는 《주덕송(酒德頌)》이 있다.